# Vegan Records
Vegan Records ist ein Independent-Label aus dem argentinischen Buenos Aires. Das Label hat sich auf Hardcore spezialisiert. Seit mehreren Jahren verfügt das Label einen Online-Versandhandel mit Sitz im nordostargentinischen Santa Fe, der Artikel der labeleigenen Bands weltweit vertreibt.
Das Label betreibt eine Zweigstelle in Chile und betrieb eine Zeitlang eine weitere Filiale in Hamburg.

## Bands
- Anchor
- Cenizas
- Dar Sangre
- Down Never
- Días De Agonía
- En Mi Denfensa
- En Nuestros Corazones
- Enquirer
- Home Run
- Inciativa Del Cambio
- Los Verdaderos
- Melian
- Mil Caras
- Mostomalta
- Mártir
- Nueva Ética
- Purification
- Reaccion Tumba
- Restos Fósiles
- Roy Ekidna
- Sangre Y Fe
- Ultimo Respiro
- Unveil
- Vieja Escuela
- Vos Me Fallaste